# Blacksmith Scene
Blacksmith Scene (também conhecido como Blacksmith Scene #1 e Blacksmithing Scene) é um filme mudo estadunidense em curta-metragem dirigido por William K.L. Dickson para o Edison Studios, de Thomas Edison. É historicamente importante por ter sido o primeiro filme em Cinetoscópio mostrado em exibição pública. Acredita-se que tenha sido filmado em abril de 1893 e exibido ao público (em um visualizador de cinetoscópio) no Brooklyn Museum em 9 de maio do mesmo ano. De acordo com o Internet Movie Database, foi filmado em formato 35 mm com uma razão de aspecto de 1.33:1. Também é o mais antigo exemplo conhecido de atores desempenhando um papel em uma produção cinematográfica.
Em 1995, Blacksmith Scene foi selecionado para preservação pelo National Film Registry, da Livraria do Congresso dos Estados Unidos, por ser considerado "culturalmente, historicamente ou esteticamente significativo". Este é o segundo filme mais antigo a ter esta distinção, depois de Newark Athlete (1891).

## Sinopse
A cena é totalmente filmada em uma câmera estacionária. Na tela há uma grande bigorna, com um ferreiro por trás e operários de ambos os lados. O ferreiro utiliza uma haste de metal aquecida, que ele havia removido do fogo, e coloca-a na bigorna. Todos os três começam a martelar rítmadamente. Depois de vários golpes, o varão de metal é devolvido ao fogo. Um dos operário pega uma garrafa de cerveja, e todos tomam da bebida. Em seguida, retornam ao trabalho.

## Status atual
Uma cópia sobrevivente de 35 mm foi encontrada no Henry Ford Museum, que é a fonte do negativo preservado pelo Museu de Arte Moderna de Nova York (MoMA). Outra cópia encontra-se no Thomas Edison National Historical Park, administrada pelo Serviço Nacional de Parques. Devido ao filme ter sido finalizado antes de 1923, seus direitos autorais já expiraram, estando livremente disponível na Internet.

## Elenco
- Charles Kayser      ...    Ferreiro
- John Ott            ...    Ferreiro

## Ligações Externas
- Blacksmith Scene. no IMDb.